# Penn State Nittany Lions (Footballteam)
Die Penn State Nittany Lions sind das Footballteam der Pennsylvania State University (PSU) und spielen College Football seit der Saison 1993 in der Big Ten Conference in der NCAA Division I Football Bowl Subdivision (FBS). Zuvor gehörte man von 1887 bis 1890 sowie von 1892 bis 1992 als unabhängiges Team der FBS an.
Das Team wurde im Jahr 1887 gegründet und gehört zu den erfolgreichsten Teams im College Football. Die bedeutendsten Erfolge waren zweimal die Consensus National Championship in den Jahren 1982 und 1986 sowie viermal der Gewinn der Big Ten Championship in den Jahren 1994, 2005, 2008 und 2016. Außerdem konnte man 13 Saisons unbesiegt beenden, zuletzt 1994, und in 50 Bowl Games teilnehmen, in denen man eine Bilanz von 30-18-2 vorweisen kann. Im Januar 2021 hatte man die achtmeisten Siege aller College-Teams in der FBS mit 902 Siegen.
Die Nittany Lions tragen ihre Heimspiele im Beaver Stadium, welches das zweitgrößte Stadion der USA hinter dem Michigan Stadium ist, auf dem Campus der Universität aus. Seit 2014 ist der aktuelle Head Coach James Franklin.

## Geschichte

### Die Anfangsjahre der Nittany Lions (1887–1949)
Das Footballteam der Pennsylvania State University wurde im Jahr 1887 gegründet und 1887 wurde die erste Saison als unabhängiges Team bestritten. Zu Beginn hatte das Team noch keinen Head Coach, erst 1892 wurde George Hoskins der erste Head Coach der Nittany Lions. In der Saison 1891 wurde Penn State Mitglied der Pennsylvania Intercollegiate Football Association (PIFA). Mit einer Bilanz von 4-1-0 in der Conference gewann Penn State den Titel der Conference. Vor der Saison 1892 wurde die Conference wieder aufgelöst, sodass Penn State wieder als unabhängiges Team am College Football teilnahm. George Hoskins konnte in seiner Amtszeit von vier Jahren eine Bilanz von 17-4-4 verbuchen, seine Siegquote von 0,760 ist Rekord aller Head Coaches von Penn State.
Er wurde danach von Samuel Newton beerbt, welcher drei Saisons der Head Coach der Nittany Lions war. Danach wurde Sam Boyle der Head Coach, allerdings trainierte er nur eine Saison. Jedoch waren beide Coaches nicht sonderlich erfolgreich. Beide waren die einzigen Coaches, die eine komplette Saison Head Coach waren und eine negative Bilanz aufweisen. Pop Goldon übernahm danach und konnte ein Bilanz von 16-12-1 in drei Jahren vorweisen. Für die Saison 1903 übernahm Daniel A. Reed, er konnte fünf Spiele gewinnen und verlor drei Spiele.

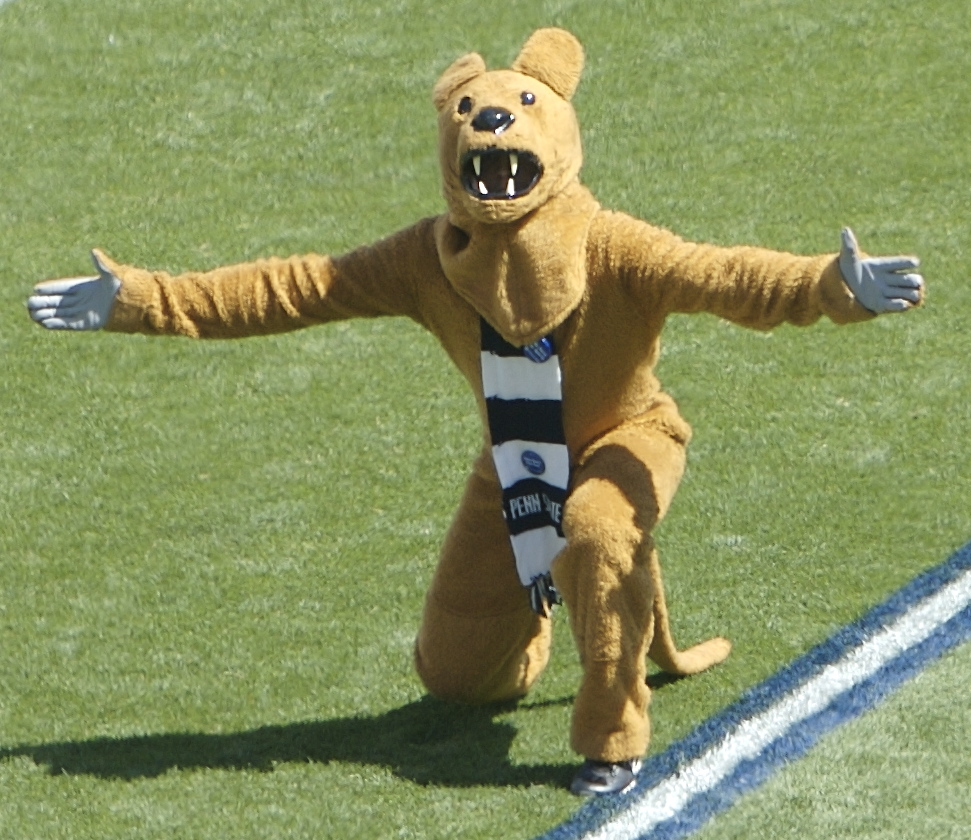
Das Maskottchen im Jahr 2007

Nach der Saison wurde er durch Tom Fennell ersetzt, welcher in fünf Jahren eine Bilanz von 33-17-1 vorweisen konnte. In seine Amtszeit fällt auch die Einführung des Maskottchen, des Nittany Lions, im Jahr 1907. Er ist ein Puma, welcher nach dem Mount Nittany, der in der Nähe der Pennsylvania State University liegt, benannt wurde.
Bill Hollenback wurde als neuer Head Coach eingestellt. In seiner ersten Saison war sein Team mit einer Bilanz von 5-0-2 ungeschlagen, danach wechselte er zu Missouri. Sein älterer Bruder Jack Hollenback übernahm für die Saison 1910, nach dieser Saison kehrte Bill Hollenback zurück. 1911 und 1912 konnte er ebenfalls ungeschlagen bleiben, ehe 1913 der Absturz mit einer Bilanz von 2-6 folgte. Danach wurde Dick Harlow der neue Head Coach der Nittany Lions. Von 1915 bis 1917 konnte er eine Bilanz von 20-8 verbuchen. 1954 wurde er in die College Football Hall of Fame aufgenommen.
Danach wurde Hugo Bezdek der Head Coach der Nittany Lions. Insgesamt trainierte er die Nittany Lions zwölf Jahre lang und konnte dabei eine Bilanz von 65-30-11 erzielen. Er sorgte dabei für zwei ungeschlagene Saisons und die erste Bowl-Teilnahme der Nittany Lions mit der Teilnahme am Rose Bowl 1923 in der Saison 1922, welcher mit 3:14 gegen USC verloren wurde. In seiner Amtszeit gab es nur zwei Saisons mit einer negativen Bilanz, 1918 (1-2-1) und 1928 (3-5-1). Nach der Saison 1929 trat er zurück und im Jahr 1954 wurde er in die College Football Hall of Fame aufgenommen.
Als Nachfolger wurde Bob Higgins, welcher schon der Pennsylvania State University studierte, bestimmt. Er war insgesamt 19 Jahre der Head Coach der Nittany Lions und konnte dabei eine Bilanz von 91-57-11 vorweisen. Er schloss nur fünf Saisons mit einer negativen Bilanz ab und konnte den Cotton Bowl 1948 in der Saison 1947 erreichen, in diesem man Unentschieden gegen SMU spielte. Nach der Saison 1948 trat Higgins aufgrund gesundheitlicher Gründe zurück und wurde sechs Jahre später in die College Football Hall of Fame gewählt. Für die Saison 1949 wurde Joe Bedenk zum Head Coach befördert, zuvor war er der Coach der Offensive Line gewesen. Nach der Saison, die mit einer Bilanz von 5-4 abgeschlossen wurde, bat er um die Rückversetzung als Coach der Offensive Line, sodass der Trainerposten wieder neu besetzt werden musste.

### Die Rip-Engle-Ära (1950–1965)
1950 wurde daher Rip Engle als Head Coach engagiert. Zuvor trainierte er die Footballmannschaft der Brown University. Er durfte jedoch nur einen Assistenten mitbringen, der Rest des Trainerstabs stammte aus der Vorsaison. Engle entschied sich, Joe Paterno als Assistenten mitzubringen. In seinen 16 Jahren als Trainer konnte er eine Bilanz von 104-48-4 vorweisen, in keiner Saison hatte er eine negative Bilanz. Nur seine letzte Saison endete mit einer ausgeglichenen Bilanz von 5-5. In den Jahren 1959 und 1960 konnte man jeweils den Liberty Bowl gewinnen. In den Jahren 1961 und 1962 erreichte man jeweils den Gator Bowl. 1961 konnte man diesen gewinnen, doch im Jahr 1962 verlor man diesen gegen Florida. Nach der Saison 1965 trat Rip Engle zurück und er wurde 1973 in die College Football Hall of Fame aufgenommen.

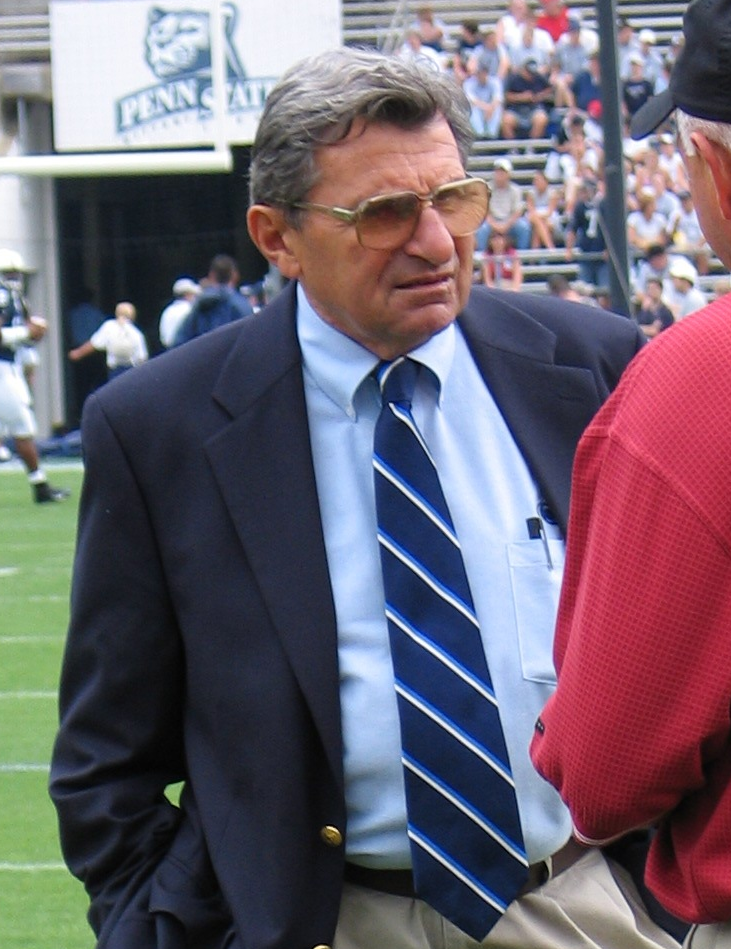
Joe Paterno im Jahr 2003

### Die Joe-Paterno-Ära (1966–2011)
Nach dem Rücktritt von Rip Engle wurde der bisherige Assistant Coach Joe Paterno zum Head Coach befördert. Insgesamt war er 46 Jahre der Head Coach der Nittany Lions, länger als jeder andere Coach in der FBS. Mit seinen 16 Jahren als Assistant Coach war er insgesamt 62 Jahre als Coach aktiv, was ebenfalls Rekord in der FBS ist. In seiner Amtszeit konnte er die größten Erfolge für die Nittany Lions erzielen. So gewann er in den Jahren 1982 und 1986 die National Championship, zudem erreichte er 37 Bowl Spiele, von denen er 24 gewinnen konnte. Zu den größten Bowl Erfolgen zählen die Gewinne des Orange Bowl in den Jahren 1968, 1969, 1973 und 2005, des Fiesta Bowl in den Jahren 1977, 1980, 1981, 1986, 1991 und 1996, des Sugar Bowl im Jahr 1982 sowie des Rose Bowl im Jahr 2004. Damit ist Paterno der einzige Coach, der die vier wichtigsten Bowls (Rose, Orange, Sugar und Fiesta Bowl) mindestens einmal gewinnen konnte. In seine Ära fällt auch der bisher einzige Gewinn der Heisman Trophy eines Spielers der Nittany Lions. Runningback John Cappelletti konnte diese im Jahr 1973 gewinnen.
In seinen 46 Jahren als Head Coach hatte er eine Bilanz von 409-136-3, die 409 Siege eines Head Coaches sind Rekord in der FBS. Er hatte fünf Saisons, in denen er mehr Spiele verlor als er gewinnen konnte. Die schlechteste Saison ereignete sich 2003, in dieser Saison konnte man nur eine Bilanz von 3-9 vorweisen. Er hatte fünf Saisons (1968, 1969, 1973, 1986 und 1994), die mit einer perfekten Bilanz ohne Niederlage abgeschlossen wurden, jedoch wurden die Nittany Lions nur in einer Saison, im Jahr 1986, für eine perfekte Saison mit der National Championship ausgezeichnet. In der Saison 1982 spielte man gegen Georgia im Sugar Bowl. Vor dem Bowl war Penn State im Ranking von AP auf Platz 2 und Georgia auf Platz 1. Man konnte Georgia mit 27:23 besiegen und wurde trotz einer Niederlage gegen Alabama im fünften Spiel der Saison zum National Champion gekürt.
Im Juni 1990 trat Penn State in die Big Ten Conference zur Saison 1993 ein, nachdem man bereits 100 Jahre als unabhängiges Team der FBS angehörte. Paterno konnte man dreimal die Conference gewinnen. Im Jahr 2006 wurde er in die College Football Hall of Fame aufgenommen. Für seine Aufnahme wurden die Aufnahmeregeln geändert. Seitdem dürfen auch aktive Head Coaches ab einem Alter von 75 Jahren in die College Football Hall of Fame aufgenommen werden.
Nach der Ernennung eines Geschworenengerichts aufgrund eines Kindermissbrauchsskandals gegen den ehemaligen Defensive Coordinator Jerry Sandusky, feuerte Penn State Paterno als Coach. Daraufhin annullierte die NCAA alle Siege der Nittany Lions von 1998 bis 2011, außerdem wurde die Statue von Paterno vor dem Beaver Stadium entfernt. Der Defensive Coordinator Tom Bradley beendete die Saison als Interimscoach. Aufgrund der Annullierung der Siege war Paterno nur noch der Coach mit den zwölftmeisten Siegen im College Football, jedoch wurde die Annullierung im Januar 2015 zurückgenommen, sodass Paterno wieder der Head Coach mit den meisten Siegen im College Football wurde.

### Neuanfang unter Bill O’Brien (2012–2013)

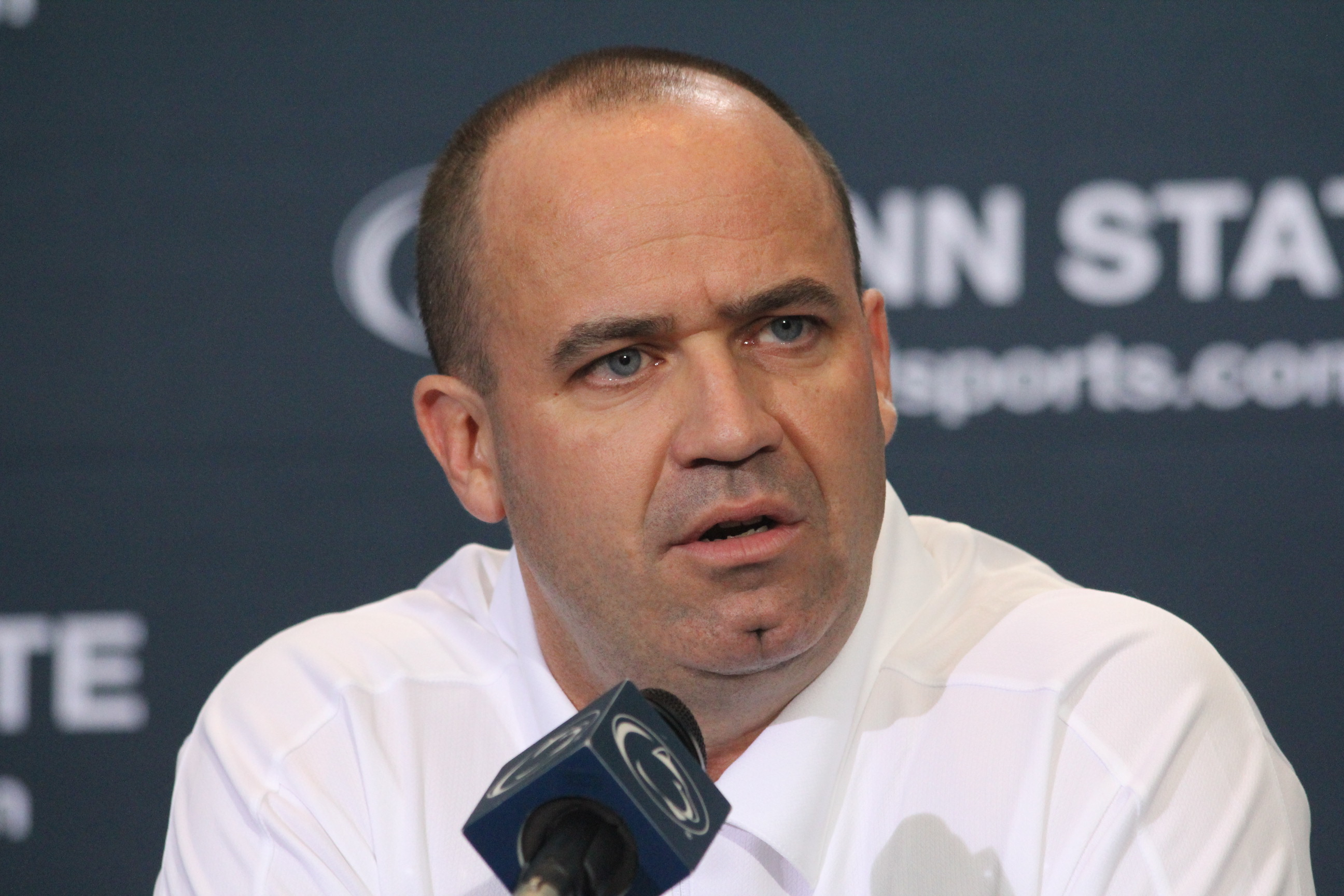
Bill O'Brien im Jahr 2012

Im Januar 2012 wurde Bill O’Brien, bisheriger Offensive Coordinator der New England Patriots, als der nächste Head Coach der Nittany Lions vorgestellt. Früh in seiner Amtszeit wurde Penn State von der NCAA mit einem vierjährigen Ausschluss von den Bowl Games am Ende der Saison und einem Verlust von 40 Stipendien aufgrund des Kindesmissbrauchsskandals des ehemaligen Defensive Coordinator Jerry Sandusky bestraft. In seiner ersten Saison konnte O’Brien die Erwartungen übertreffen und die Saison mit einer Bilanz von 8-4 beenden. Nach der zweiten Saison, welche mit einer Bilanz von 7-5 abgeschlossen wurde, verließ O’Brien Penn State, um der Head Coach der Houston Texans zu werden.

### Die James-Franklin-Ära (2014–heute)
Am 14. Januar 2014 wurde James Franklin als der neue Head Coach der Nittany Lions vorgestellt. Zuvor war er bereits der Head Coach des Footballteams der Vanderbilt University gewesen. Er war der erste afroamerikanische Head Coach bei Penn State. In seiner ersten Saison wurde der Ausschluss von den Bowl Spielen durch die NCAA aufgehoben, daher nahmen die Nittany Lions am Pinstripe Bowl teil und konnten diesen gegen Boston College gewinnen. In der nächsten Saison konnten sich die Nittany Lions erneut für einen Bowl qualifizieren. Im Taxslayer Bowl, ehemals Gator Bowl, verloren sie allerdings gegen Georgia mit 17:24.
In der Saison 2016 konnte man Ohio State, welche seinerzeit im Ranking von AP Platz 2 belegte, im White Out Spiel mit 24:21 schlagen und belegte daraufhin mit Platz 24 das erste Mal seit 2011 einen Platz in den Top 25. Am Ende konnte man das Big Ten Championship Game erreichen und wurde Big Ten East Champion. Das Championship Game wurde trotz eines 14:28 Rückstandes mit 38:27 gegen Wisconsin gewonnen, Penn State gewann zum vierten Mal die Big Ten Championship.
Am 18. August 2017 unterschrieb Franklin eine Vertragsverlängerung über drei Jahre, welche seinen Vertrag bis 2022 verlängerte. Die Saison 2017 konnte mit sieben Siegen ohne Niederlagen begonnen werden. Am Ende der Regular Season konnte man eine Bilanz von 10-2 vorweisen und sich für den Fiesta Bowl qualifizieren. Diesen gewann man mit 35:28 gegen Washington.
In der Saison 2018 konnte man nach einer Bilanz von 9-4 den Citrus Bowl erreichen, allerdings verlor man diesen mit 34-27 gegen Kentucky. Die Saison 2019 konnte man mit einer Bilanz von 11-2 abschließen und qualifizierte sich gegen für den Cotton Bowl gegen Memphis, den Champion der AAC. Man konnte den Bowl mit 53:39 gewinnen.
Die Saison 2020 war die erste Saison in der Ära von James Franklin, in welcher man mehr Spiele verlor als gewann. Zugleich war diese Saison von den Auswirkungen der COVID-19-Pandemie geprägt. Zuerst wurde die Saison von der Big Ten Conference in das Frühjahr verschoben, allerdings wurde im September angekündigt, dass die Saison mit einem kleineren Spielplan am 24. Oktober startete. Die ersten fünf Spiele der Saison wurden alle verloren, die Saison wurde am Ende mit einer Bilanz von 4-5 beendet. Am Ende der Saison wären die Nittany Lions trotz einer negativen Bilanz für eine Teilnahme an einem Bowl berechtigt gewesen. Allerdings votierten die Spieler gegen die Teilnahme an einem Bowl Spiel.
Am 23. November 2021 unterschrieb Franklin während der Saison 2021 eine Vertragsverlängerung bis 2031. Nach der Saison konnte man mit einer Bilanz vom 7-5 den Outback Bowl erreichen, welchen man mit 10:24 gegen Arkansas verlor.

## Bowl Spiele
Die Nittany Lions haben Stand Januar 2022 an insgesamt 51 Bowl Spielen teilgenommen und weisen dort eine Bilanz von 30-19-2 (Siegquote: 0,608) auf.

## Rivalitäten
Aufgrund der langen Unabhängigkeit der Nittany Lions und eines wechselnden Spielplans in den meisten Saisons hat Penn State keine Rivalität, welche besonders stark ausgeprägt ist wie beispielsweise Ohio State–Michigan oder Notre Dame–USC. Historisch betrachtet gab es lange eine Rivalität mit der University of Pittsburgh, doch seit dem Eintritt der Nittany Lions in die Big Ten kühlte diese Rivalität stark ab. Die einzige andere Rivalität gibt es mit den Michigan State Spartans der Michigan State University, diese resultierte jedoch in der Entscheidung der Big Ten im Jahr 1993 beide Programme als permanente Rivalen zuzuordnen, da beide Programme keine ausgeprägte Rivalität besitzen. Die Rivalität zwischen Michigan und Michigan State ist aufgrund der Rivalität zwischen Michigan und Ohio State ebenfalls nicht besonders stark.
Wichtige Konkurrenten, die man nicht als Rivalen bezeichnen kann, sind Maryland, Temple, Michigan und Ohio State. Von diesen Programmen ist Ohio State am Nächsten an einer Rivalität, hauptsächlich aufgrund des sportlichen Wertes der Spiele zwischen den Nittany Lions und den Buckeyes.

### Michigan State
Als Penn State 1993 der Big Ten beitrat, wurde dem Programm Michigan State als permanenter Rivale zugeordnet. Daher spielten beide Programme in der letzten regulären Spielwoche gegeneinander. Dabei spielen die Mannschaften für die Land Grant Trophy. Beide Universitäten gehören zu den ältesten Land Grant Universitäten in den USA, daher leitet sich der Name für die Trophäe ab.
Am 24. September 2005 verunstalteten einige Studenten der Penn State University die neu aufgestellte Bronzestatue Sparty der Michigan State University. Dabei schmierten die Studenten die Statue mit blauer Farbe voll und schrieben ebenfalls die Buchstaben PSU auf die Statue. Obwohl die Straftat am Tage passierte, konnten die Täter fliehen. Nach dem Beitritt Nebraskas im Jahr 2011 in die Big Ten wurde die Big Ten in zwei Divisions aufgeteilt, sodass sich die Spartans und die Nittany Lions nur zweimal in fünf Jahren gegeneinander gespielt hätten. 2014 traten Maryland und Rutgers der Big Ten bei. Daher wurden die Divisions neu aufgeteilt, dieses Mal aber geographisch in eine East und eine West Division. Michigan State und Penn State sind jetzt beide in der East Division und spielen jedes Jahr gegeneinander. Nach der Saison 2021 fällt die Rivalität mit einer Bilanz von 17-18-1 zugunsten von Michigan State aus.

### Pittsburgh

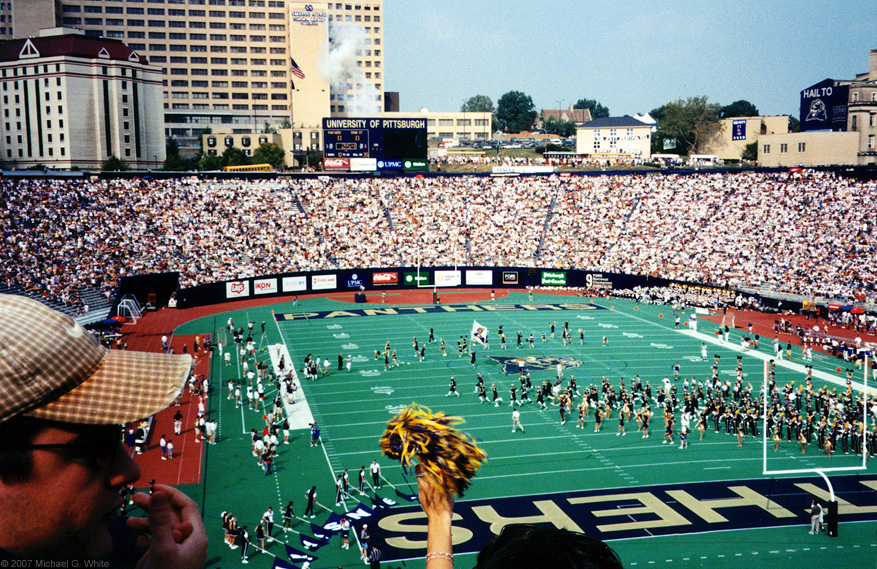
Penn State gegen Pittsburgh im Pitt Stadium im Jahr 1998

Die Rivalität zwischen Pittsburgh und Penn State existiert schon sehr lange, das erste Aufeinandertreffen fand bereits 1893 statt. Diese Rivalität beruht auf der räumlichen Nähe beider Universitäten, die sich nur 215 Kilometer entfernt befinden. Die Rivalität hatte ihren Höhepunkt vor allem am Ende der 1970er-Jahre und Anfang der 1980er-Jahre, als sich die beiden Head Coaches Joe Paterno und Jackie Sherrill gegenseitig mehrfach hochklassige Spieler aus der Highschool abwarben. Für beide Teams war dies für lange Zeit das wichtigste Spiel der Saison, ebenfalls wurde es lange Zeit als die beste College Football Rivalität nördlich der Mason-Dixon-Linie bezeichnet. Oftmals diente dieses Spiel zur Bestimmung des Gewinners der Lambert-Meadowlands Trophy für die beste College-Football-Mannschaft der FBS im Osten der USA. Zu Beginn der Rivalität konnte Pittsburgh Penn State regelmäßig schlagen, von 1913 bis 1949 konnte Pittsburgh von 34 Spielen 28 Spiele gewinnen. Jedoch konnte Penn State in der Amtszeit von Joe Paterno zurückschlagen und von 1966 bis 2000 23 von 31 Spielen gewinnen.
Die Rivalität kühlte ab den 1990er-Jahren merklich ab, da Pittsburgh der damaligen Big East und Penn State Big Ten beitrat. Von 2000 bis 2015 gab es keine Spiele zwischen beiden Programmen. Erst im Jahr 2011 konnte man sich auf vier Spiele von 2016 bis 2019 einigen. Nach dem Spiel im Jahr 2019 gibt es vorerst keine Pläne für weitere Spiele in der Zukunft, obwohl auch die Austragung des Spiels auf einem neutralen Platz diskutiert wurde. Nach der Saison 2019 führt Penn State die Rivalität gegen Pittsburgh mit einer Bilanz von 53-43-4 an.

## Traditionen

### White Out

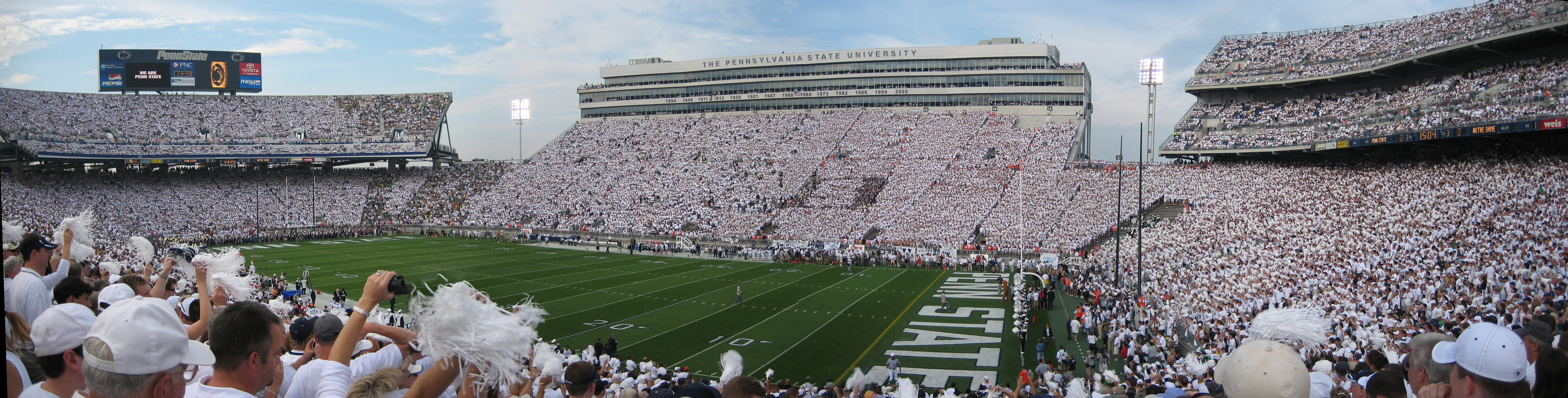
White Out 2007 gegen die Notre Dame Fighting Irish

Im Jahr 2004 bat das Penn State Athletic Department die Studenten der Pennsylvania State University, nur weiße Kleidung beim Spiel gegen Purdue zu tragen, um die Nittany Lions in einer sportlichen schwierigen Phase zu unterstützen. In der Saison wurden noch zwei weitere Spiele mit Dresscodes bestritten, gegen Iowa und Michigan State. Offiziell gilt aber nur das Spiel gegen Purdue als White Out Spiel. Seitdem gibt es jährlich ein Spiel, bei dem sich die Zuschauer nur in weiß kleiden. Ab dem Jahr 2007 gilt der Dresscode nicht nur für die Studenten, sondern für alle Zuschauer. Das White Out Spiel wird meistens als Primetime Spiel übertragen und erreicht dort gute Quoten. Die Tickets für das Spiel sind sehr begehrt und teurer als ein Ticket für ein normales Spiel. 2019 kostete ein Ticket beim White Out Spiel mindestens 200 US-Dollar.

Die Atmosphäre während eines White Out Spiels wird als eine der besten Atmosphären im College Football beschrieben.
„It’s one of the best spectacles in college football.“ - Rece Davis (Host des College GameDay auf ESPN)

### Nittanyville
Nittanyville, ursprünglich Paternoville genannt, ist ein Zeltcamp der Studenten der Universität, welches in jeder Woche vor einem Heimspiel der Nittany Lions stattfindet. Die Studenten campen vor dem Eingang des Beaver Stadiums, um die Mannschaft zu unterstützen und sich die bestmöglichen Plätze für das Spiel zu sichern. Die Plätze im Beaver Stadium werden erst beim Eintritt in das Stadion vergeben. Der Name Paternoville wurde erstmals in der Saison 2005 verwendet, obwohl die Studenten schon früher ein Camp errichteten, um die besten Karten zu bekommen. Vor 1993 waren nämlich die Karten nicht an einen Sitzplatz, daher konnten die ersten Personen sich ihre Plätze im Stadion aussuchen. Ab der Saison 1993, als Penn State der Big Ten beitrat, bekamen die ersten Personen Sitzplätze in den vordersten Reihen zugewiesen, sodass immer mehr Studenten campten, um die besten Plätze zu erhalten.
Erst in der Saison 2005 gaben die Studenten einen Namen für das Zeltcamp. Vor dem Spiel gegen die Ohio State Buckeyes, seinerzeit im AP Ranking auf Platz 6, und den Penn State Nittany Lions, seinerzeit auf Platz 16, campten die ersten Studenten bereits sechs Tage vor dem Spiel, um die Plätze in der ersten Reihe zu bekommen. Am Dienstag vor dem Spiel tauchte der Name Paternoville erstmals auf. Einige Studenten campten dann mit einem Banner, auf dem Paternoville stand. Bereits am Mittwoch übernahmen bereits regionale Zeitungen den Namen Paternoville, um das Camp vor dem Stadion zu beschreiben. Ebenso machten erstmals nationale Medien auf das Camp aufmerksam. Außerdem halfen lokale Unternehmen den Studenten mit verschiedenen Geschenken, wie T-Shirts oder Essen. Während der Woche besuchten auch die Spieler und Trainer das Camp, ebenso wie viele Studenten und Medienpersönlichkeiten. Am Freitag wurde die "Cold Pizza" Show von ESPN am Bryce Jordan Center übertragen, dabei wurde auch in das Camp geschaltet und einige Studenten interviewt. Das Spiel gegen Ohio State wurde vor fast 110.000 Zuschauern ausgetragen, die Nittany Lions gewannen mit 17:10 gegen die Buckeyes.
Danach ist die Zahl der Studenten in den Camps immer wieder gestiegen, obwohl der Rekord eines einzelnen Spiel vom Spiel gegen Ohio State aus dem Jahr 2005 nicht gebrochen wurde. Im Jahr 2011 wurde ein neuer Rekord aufgestellt, in dem Jahr spielten die Nittany Lions zuhause gegen schwierige Gegner wie Alabama und Nebraska.
Im Sommer 2012 wurde der Name des Camps von Paternoville auf Nittanyville geändert. Der langjährige Head Coach Joe Paterno wurde entlassen und man entschied sich den Namen nicht nach einem neuen Head Coach auszurichten, da man es für unwahrscheinlich hielt, dass jemals ein Head Coach so lange im Amt bleiben würde.

### Trikots

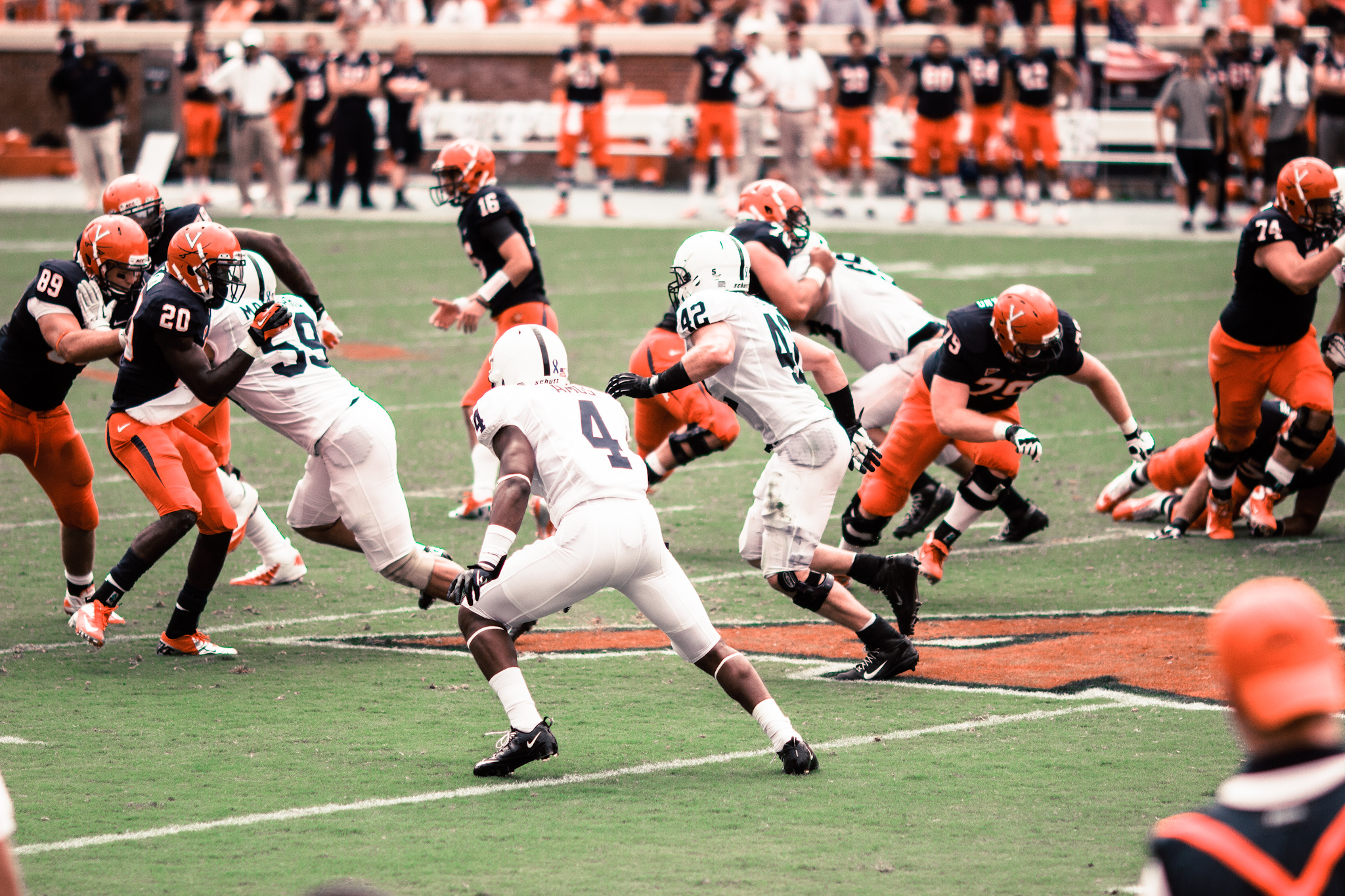
Penn State (Auswärtstrikot in weiß) gegen Virginia im Jahr 2012

Die Nittany Lions sind bekannt dafür, oftmals sehr schlichte Trikots zu tragen. Die Trikots bestehen aus weißen Hosen und blauen, bei Heimspielen, oder weißen, bei Auswärtsspielen, Jerseys. Die Trikots haben diese Farben seit 1890. Damals entschieden sich die Studenten in einer Abstimmung, die ursprünglich schwarz und pink gehaltenen Trikots in blau und weiß zu ändern.
Ab der Saison 2012 wurden die Namen der Spieler auf den Trikots getragen, um die Spieler hervorzuheben, die trotz des Kindermissbrauchsskandals die Universität nicht verließen. Ebenso wurde ein blaues Ärmelband getragen, um die Opfer des Skandals zu unterstützen. Nach der Saison 2014 wurden die Namen wieder entfernt und man kehrte zu den traditionellen, namenlosen Trikots zurück.
Zu Beginn der Saison 2013 wurde das Logo des Nittany Lions mittig auf den Kragen des Jerseys hinzugefügt, ebenso wie das Logo der Big Ten Conference auf der rechten Seite des Jerseys.

## Personen

### Trainer

#### Head Coaches
Insgesamt trainierten 17 Head Coaches die Nittany Lions, in den ersten vier Jahren des Programms gab es keinen Head Coach.
| Head Coach      | Amtszeit        | Saisons | Bilanz    | Quote | Conference Bilanz | Quote | Conference Titel | Bowl Spiele | National Championships |
| --------------- | --------------- | ------- | --------- | ----- | ----------------- | ----- | ---------------- | ----------- | ---------------------- |
| Kein Head Coach | 1887–1891       | 5       | 12–8–1    | 0,595 | 4–1–0             | 0,800 | 1                |             |                        |
| George Hoskins  | 1892–1895       | 4       | 17–4–4    | 0,760 |                   |       |                  |             |                        |
| Samuel Newton   | 1896–1898       | 3       | 12–14–0   | 0,462 |                   |       |                  |             |                        |
| Sam Boyle       | 1899            | 1       | 4–6–1     | 0,409 |                   |       |                  |             |                        |
| Pop Golden      | 1900–1902       | 3       | 16–12–1   | 0,569 |                   |       |                  |             |                        |
| Daniel A. Reed  | 1903            | 1       | 5–3–0     | 0,625 |                   |       |                  |             |                        |
| Tom Fennell     | 1904–1908       | 5       | 33–17–1   | 0,657 |                   |       |                  |             |                        |
| Bill Hollenback | 1909, 1911–1914 | 5       | 28–9–4    | 0,732 |                   |       |                  |             |                        |
| Jack Hollenback | 1910            | 1       | 5–2–1     | 0,688 |                   |       |                  |             |                        |
| Dick Harlow     | 1915–1917       | 3       | 20–8–0    | 0,714 |                   |       |                  |             |                        |
| Hugo Bezdek     | 1918–1929       | 12      | 65–30–11  | 0,665 |                   |       |                  | 1           |                        |
| Bob Higgins     | 1930–1948       | 19      | 91–57–11  | 0,607 |                   |       |                  | 1           |                        |
| Joe Bedenk      | 1949            | 1       | 5–4–0     | 0,556 |                   |       |                  |             |                        |
| Rip Engle       | 1950–1965       | 16      | 104–48–4  | 0,679 |                   |       |                  | 4           |                        |
| Joe Paterno     | 1966–2011       | 45      | 409–136–3 | 0,749 | 95–54–0           | 0,638 | 3                | 37          | 2                      |
| Tom Bradley     | 2011            | <1      | 1–3       | 0,250 | 1–2               | 0,333 |                  | 1           |                        |
| Bill O'Brien    | 2012–2013       | 2       | 15–9      | 0,625 | 10–6              | 0,625 |                  |             |                        |
| James Franklin  | seit 2014       | 8       | 65–25     | 0,699 | 40–23             | 0,635 | 1                | 7           |                        |

#### College Football Hall of Fame
Fünf ehemalige Head Coaches der Penn State Nittany Lions wurden in College Football Hall of Fame aufgenommen.
| Trainer     | Jahr der Aufnahme |
| ----------- | ----------------- |
| Hugo Bezdek | 1954              |
| Dick Harlow | 1954              |
| Bob Higgins | 1954              |
| Rip Engle   | 1973              |
| Joe Paterno | 2007              |

### Spieler

#### Zurückgezogene Trikotnummern
| Nummer | Spieler          | Position    | Karriere  | Nummer zurückgezogen am |
| ------ | ---------------- | ----------- | --------- | ----------------------- |
| 22     | John Cappelletti | Runningback | 1970-1973 | 7. September 2013       |

#### Pro Football Hall of Fame
Penn State ist eine von elf Universitäten mit mindestens fünf Mitgliedern in der Pro Football Hall of Fame.
| Spieler        | Position                    | NFL-Teams                              | Jahr der Aufnahme |
| -------------- | --------------------------- | -------------------------------------- | ----------------- |
| Mike Michalske | Offensive Guard             | Green Bay Packers                      | 1964              |
| Lenny Moore    | Wide Receiver / Runningback | Baltimore Colts                        | 1975              |
| Jack Ham       | Linebacker                  | Pittsburgh Steelers                    | 1988              |
| Franco Harris  | Runningback                 | Pittsburgh Steelers, Seattle Seahawks  | 1990              |
| Mike Munchak   | Offensive Guard             | Houston Oilers                         | 2001              |
| Dave Robinson  | Linebacker                  | Green Bay Packers, Washington Redskins | 2013              |

#### College Football Hall of Fame
19 ehemalige Spieler der Nittany Lions wurden in die College Football Hall of Fame aufgenommen.
| Spieler          | Position               | Jahr der Aufnahme |
| ---------------- | ---------------------- | ----------------- |
| Pete Mauthe      | Runningback            | 1957              |
| Glenn Killinger  | Quarterback            | 1971              |
| Harry Wilson     | Runningback            | 1973              |
| Shorty Miller    | Quarterback            | 1974              |
| Dexter Very      | Defensive End          | 1976              |
| Steve Suhey      | Offensive Guard        | 1985              |
| Richie Lucas     | Quarterback            | 1986              |
| Mike Reid        | Defensive Tackle       | 1987              |
| Ted Kwalick      | Tight End              | 1989              |
| Jack Ham         | Linebacker             | 1990              |
| John Cappelletti | Runningback            | 1993              |
| Dennis Onkotz    | Linebacker             | 1995              |
| Dave Robinson    | Defensive End          | 1997              |
| Glenn Ressler    | Center/Offensive Guard | 2001              |
| Lydell Mitchell  | Runningback            | 2004              |
| Keith Dorney     | Offensive Tackle       | 2005              |
| Curt Warner      | Runningback            | 2009              |
| Shane Conlan     | Linebacker             | 2014              |
| Kerry Collins    | Quarterback            | 2018              |